# Romanian Open 2009
Il Romanian Open 2009, conosciuto anche con il nome di BCR Open Romania 2009 per ragioni di sponsorizzazione, è stato un torneo di tennis giocato sulla terra rossa.
È stata la 17ª edizione del torneo, facente parte della categoria ATP World Tour 250 series nell'ambito dell'ATP World Tour 2009.
Si è giocato all'Arenele BNR di Bucarest in Romania,
dal 21 settembre al 27 settembre 2009.

## Partecipanti

### Teste di serie
| Nazionalità | Giocatore       | Ranking1 | Testa di serie |
| ----------- | --------------- | -------- | -------------- |
| Romania     | Victor Hănescu  | 28       | 1              |
| Spagna      | Nicolás Almagro | 30       | 2              |
| Argentina   | Juan Mónaco     | 37       | 3              |
| Russia      | Igor' Andreev   | 43       | 4              |
| Spagna      | Albert Montañés | 46       | 5              |
| Austria     | Daniel Köllerer | 57       | 6              |
| Italia      | Andreas Seppi   | 59       | 7              |
| Uruguay     | Pablo Cuevas    | 60       | 8              |

- 1 Ranking al 14 settembre 2009.

### Altri partecipanti
Giocatori che hanno ricevuto una Wild card:
- Petru-Alexandru Luncanu
- Andrei Pavel
- Marius Copil

Giocatori passati dalle qualificazioni:

- Pere Riba
- Júlio Silva
- Santiago Ventura
- Filippo Volandri

## Campioni

### Singolare
Albert Montañés ha battuto in finale  Juan Mónaco con il punteggio di 7–6(2), 7–6(6)

### Doppio
František Čermák /  Michal Mertiňák hanno battuto in finale  Johan Brunström /  Jean-Julien Rojer con il punteggio di 6–2, 6–4